# Григоровка (Ширяевский район)
Григоровка (укр. Григорівка) — село, относится к Ширяевскому району Одесской области Украины.
Население по переписи 2001 года составляло 397 человек. Почтовый индекс — 66812. Телефонный код — 4858. Занимает площадь 1,41 км². Код КОАТУУ — 5125480305.

## Местный совет
66811, Одесская обл., Ширяевский р-н, с. Александровка, ул. Школьная, 24

## Известные уроженцы и жители
- Лопатинская, Лидия Николаевна (1924—2015) — доярка, Герой Социалистического Труда (1966).